# L'amore probabilmente
L'amore probabilmente è un film drammatico del 2001 diretto da Giuseppe Bertolucci. Girato in digitale, fu presentato nella sezione Cinema del presente della 58ª Mostra internazionale d'arte cinematografica di Venezia.

## Trama
Sofia studia recitazione, e cerca di far tesoro degli insegnamenti appresi. Se recitare costituisce un atto d'amore, il teatro è però pura menzogna e chi non è capace di mentire, non potrà mai diventare attore. Conquistata da quelle parole, pronunciate dalla sua insegnante di recitazione, Sofia comincia a mentire anche nella vita privata ma scopre che Cesare, il suo ragazzo, ha una relazione con la sua amica Chiara.
Sconvolta dalla sua scoperta, Sofia sale a bordo del primo treno e legge su un giornale un'intervista in cui Stefania Sandrelli spiega che chiunque aspiri alla carriera di attore deve sempre dire la verità, perché chi recita deve essere ad ogni costo sé stesso. Sorpresa dal controllore senza biglietto, finisce a letto con lui ma, tenendo fede ai nuovi principi, rivela alla moglie di lui in che modo ha trascorso la giornata e riceve in cambio solo ingiurie e scortesie.
Ben presto Sofia non riesce più a distinguere la sua vita privata dal teatro, e rimane impigliata nella sua stessa ragnatela di menzogne e falsità, perdendo così l'amore e l'amicizia delle persone attorno a lei. Nella vita di Sofia si mette in atto una lotta interiore violenta che la porterà presto ad abbandonare la menzogna per la verità.

## Riconoscimenti
- 2002 - David di Donatello
  - Nomination Migliore attrice non protagonista a Rosalinda Celentano[3]
- 2002 - Nastro d'argento
  - Nomination Migliore attrice protagonista a Sonia Bergamasco
  - Nomination Migliore fotografia a Fabio Cianchetti
- 2002 - Globi d'oro
  - Miglior attrice rivelazione a Rosalinda Celentano[4][5]
- 2002 - Ciak d'oro
  - Migliore attrice non protagonista a Mariangela Melato[6]